# Davide Cesare Uziel
Davide Cesare Uziel (Venezia, 25 gennaio 1835 – Genova, 21 luglio 1899) è stato un patriota italiano.

## Biografia
Il veneziano Davide Cesare Uziel era figlio del commerciante ebreo Angelo Uziel. Partì per Quarto con il cugino Enrico Uziel. Nella Campagna dei Mille ricoprì la carica di capitano di fanteria.
Davide Uziel fece parte della Commissione istituita nel dicembre 1861 per redigere il primo elenco dei Mille che sbarcarono a Marsala l'11 maggio 1860. La Commissione era composta dai generali Vincenzo Giordano Orsini, Francesco Stocco, Giovanni Acerbi, dai colonnelli Giuseppe Dezza, Guglielmo Cenni, Benedetto Cairoli e Giorgio Manin, dai maggiori Luigi Miceli, Antonio Della Palù, Giulio Emanuele De Cretsckmann, Francesco Raffaele Curzio e Davide Cesare Uziel e dai capitani Salvatore Calvino e Achille Argentino. La Commissione rilasciò delle autorizzazioni a fregiarsi della medaglia decretata dal Consiglio civico di Palermo il 21 giugno 1860 per gli sbarcati a Marsala. Un altro Giurì d'onore riesaminò i titoli dei componenti la spedizione e il Ministero della Guerra pubblicò un nuovo "Elenco dei Mille di Marsala", nel bollettino n.21, nell'anno 1864, in base al quale furono concesse le pensioni. Sulla base del secondo elenco fu redatto in modo definitivo il documento della Gazzetta ufficiale del Regno d'Italia del 12 novembre 1878.
Nell'elenco ufficiale dei partecipanti all'impresa, pubblicato sulla Gazzetta Ufficiale del Regno d'Italia del 12 novembre 1878, lo si trova al numero 1030.
È sepolto nel cimitero monumentale di Staglieno a Genova.